# ヘガウ・ギムナジウム
ヘガウ・ギムナジウム（ドイツ語: Hegau-Gymnasium ）は、ドイツ南部のバーデンヴュルテンベルク州最南端にあるジンゲンのギムナジウムである。学校の名前は、休火山列のヘガウ地方という地名に由来する。

## 歴史
ヘガウ・ギムナジウムは1899年に設立された。 1934年、ランゲマルク-レアルギムナジウムに改名され、第一次世界大戦のランゲマルクの戦いの場所にちなんで名付けらた。ナチズムの時代初期に改名された学校の一つであった。 終戦から1946年2月25日まで、校舎はフランスの占領軍に接収された。現在のヘガウ・ギムナジウムにはいわゆる「Abi-Bac」部門があり、「ヨーロッパの協定校」の称号を誇る。

## ヘガウ・ギムナジウム出身の人物
- フォルカー・カウダー（1949年ー）、ドイツ連邦議会議員
- エゴン・マイヤー（1917年–1944年）、ドイツの第二次世界大戦戦闘機パイロット